# No aniversari

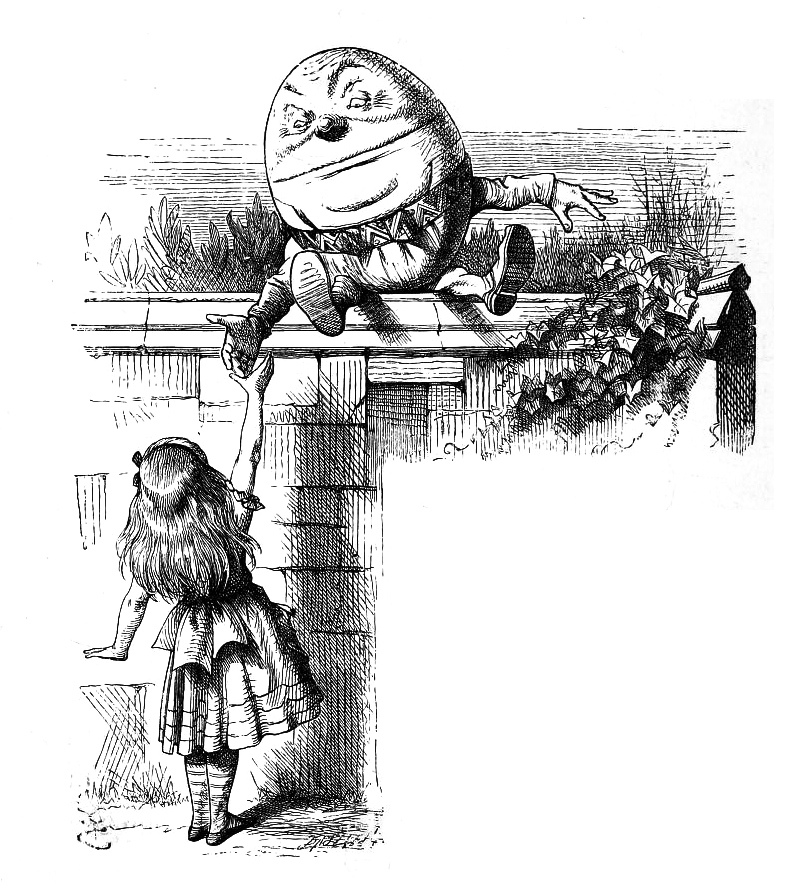
Humpty Dumpty portant una corbata com a regal de no aniversari regal del rei i la reina blanca. Del llibre Alícia en terra de meravelles il·lustració de John Tenniel.

Un no aniversari (en l'original anglès un-birthday) és un esdeveniment que se celebra en qualsevol o en tots els 364 dies (or 365 dies en el cas d'anys de traspàs) que no són l'aniversari de la persona. És un neologisme creat per Lewis Carroll en la seva novel·la A través de l'espill (capítol VI),. En aquest capítol Humpty Dumpty hi porta una corbata com a regal de no aniversari. La cançó "The Unbirthday Song" en la pel·lícula de Walt Disney de dibuixos animats (1951) Alícia al país de les meravelles està dedicada a aquest tema.